# تويفرد (باركشير)
تويفرد (بالإنجليزية: Twyford, Berkshire)‏ هي قرية و أبرشية مدنية تقع في المملكة المتحدة في باركشير. يقدر عدد سكانها بـ 6,216 نسمة .

## أعلام
- إرنست رينشو
- دينيس برايس